# 9071 Coudenberghe
9071 Coudenberghe (1993 OB13) là một tiểu hành tinh vành đai chính được phát hiện ngày 19 tháng 7 năm 1993, bởi E. W. Elst ở Đài thiên văn Nam Âu.